# Neuroleon laufferi
Neuroleon laufferi är en insektsart som först beskrevs av Navás 1909.  Neuroleon laufferi ingår i släktet Neuroleon och familjen myrlejonsländor. Inga underarter finns listade i Catalogue of Life.